# Темане (газове родовище)
Темане – газове родовище в Мозамбіку, що знаходиться на суші у південній частині країни, неподалік від родовища Панде.
Вперше газопрояви виявлені свердловиною Темане-1 у 1959 році, та підтверджені при бурінні Темане-2 в 1967-му. Втім, подальша розвідка відновилась лише наприкінці століття, по завершенню громадянської війни, що йшла в Мозамбіку після падіння португальської колоніальної системи. Остаточно розміри відкриття як комерційного були визначені в 1998 році після буріння свердловини Темане-3, яка дала суттєвий приток газу з відкладень крейдової епохи.
Видобувні запаси Темане оцінюються в 28 млрд м³.
Розробка Темане почалась лише у 2000-х роках у комплексі із згаданим вище родовищем Панда, та стала можливою завдяки створенню маршруту поставок видобутого газу до Південно-Африканської Республіки (газопровід Темане-Секунда).